# Bondinho (revista)
Bondinho foi uma revista alternativa  brasileira de periodicidade quinzenal publicada em São Paulo entre novembro de 1970 e maio de 1972. pela Editora Arte & Comunicação. Inicialmente distribuida gratuitamente nas lojas do supermercado Pão de Açúcar, a revista abordava a vida cultural da cidade, com dicas, reportagens e entrevistas com músicos, atores e outros artistas. 
A redação era formada por jornalistas vindos da revista Realidade, referência no jornalismo na década de 1960; com uma linguagem baseada no novo jornalismo norte-americano, foi uma das revistas que desafiaram a censura oficial da ditadura militar brasileira. Entre os profissionais que passaram pela revista estiveram Woille Guimarães, Narciso Kalili, Roberto Freire, Mylton Severiano da Silva, Sérgio de Souza, Hamilton Almeida, Odiléa Toscano (editora de ilustração), George Love e Cláudia Andujar, e Carlito Azevedo.
Em 1971 a revista recebeu o Prêmio Esso de Contribuição à Imprensa. Com o fim do patrocínio do Pão de Açúcar, a revista passou a ser vendida nas bancas, mas a pressão da censura e a falta de patrocinadores fez com que encerrasse a publicação em maio de 1972.
Em 2008 os editores Sergio Cohn e Miguel Jost reuniram em livro 36 entrevistas publicadas no Bondinho, pela editora Azougue.